# Donatella Rettore (album)
Donatella Rettore è il secondo album della cantante italiana Donatella Rettore, pubblicato nel 1977 dalla Produttori Associati e poi ristampato dalla Ricordi per la serie Orizzonte.

## Il disco
L'album continua sulla falsariga del disco d'esordio, uscito due anni prima, nel 1975, mettendo in primo piano il ritmo, a discapito della melodia, accentuando la vena cantautorale, orientata verso un rock leggero e di intrattenimento, con accenni a tratti quasi folk, che ha caratterizzato tutto il lungo periodo iniziale dell'artista, contraddistinto da testi coraggiosi e socialmente impegnati, tutti scritti da Rettore, arrangiamenti scarni ed essenziali, e un uso originale ed esteso dell'orchestra, diretta da Natale Massara.
È il primo disco a cui partecipa attivamente Claudio Rego come musicista che dell'album di debutto aveva curato soltanto la parte grafica e in cui iniziano a comparire musicisti che poi accompagneranno la Rettore per parti più o meno lunghe della sua carriera (come il produttore Roberto Dané, il bassista Gigi Cappellotto, il batterista Tullio De Piscopo). A differenza del primo album e analogamente ai due 33 giri realizzati per la CGD, il secondo album del 1977 non è mai stato ristampato in formato compact disc. Sei dei 10 brani sono però disponibili nella doppia raccolta pubblicata nella serie «Flashback», dalla BMG/Ricordi nel 2001: Carmela, Caro preside, È morto un artista, La Berta, I suoi baci negli occhi e Padre non piangere. Nel viale della scuola è sempre autunno, Svegliati e Lailolà sono state invece stampate su cd nel 2006 all'interno della tripla raccolta «Magnifica Rettore». Il patriarca e Gabriele sono perciò gli unici 2 brani di cui non esiste alcuna versione su CD. Nonostante ciò, l'intero album in versione rimasterizzata è disponibile sulle piattaforme digitali, oltre ad essere già stato ristampato in 180-gram vinile nel 2022.
Il long playing passa per lo più inosservato, nonostante la partecipazione di Rettore al suo secondo Festival di Sanremo, in quello stesso anno, con il brano che apre l'album, Carmela, un pezzo ben confezionato, dal testo politicizzato, pieno di suggestioni letterarie, presentato sul palco dell'Ariston in una performance originale, durante la quale la cantante lancia caramelle al pubblico, riprendendo il celebre incipit del testo.
(Carmela, 1977)
Il brano Nel viale della scuola è sempre autunno, sarà poi ripreso nel CD "Incantesimi notturni" del 1994; altri brani sono È morto un artista, presumibilmente dedicata allo scomparso Luigi Tenco, Caro preside, che affronta il tema delle molestie nel rapporto capi-subalterni, Il patriarca, contro la famiglia maschilista, e  Gabriele, curioso pezzo dedicato alla controversa figura del romanziere e poeta Gabriele D'Annunzio.
(Gabriele, 1977)
In Germania, il brano La Berta finisce sul lato B di un singolo intitolato Lailolà, pubblicato nel 1976 e non incluso nel 33 giri del 1977, che costituirà il primo grande successo su vasta scala (circa 500.000 copie)  per Donatella Rettore, che si ritroverà così famosa prima all'estero, dove si presenta però con il solo nome di battesimo, Donatella.
(È morto un artista)
Carmela viene estratto come singolo (con I suoi baci negli occhi come lato B.

## Tracce
Testi e musiche di Donatella Rettore Rettore e Claudio Rego.

### Lato A
1. Carmela – 4:19
2. I suoi baci negli occhi – 3:53
3. La Berta – 2:58
4. Nel viale della scuola è sempre autunno – 4:02
5. Il patriarca – 4:06

### Lato B
1. Padre, non piangere – 3:41
2. È morto un artista – 4:15
3. Caro preside – 3:10
4. Svégliati – 3:47
5. Gabriele – 3:13

N.B. L'edizione mitteleuropea contiene anche il brano Lailolà, pubblicato su singolo, con La Berta sul lato B, mai uscito in Italia.

## Formazione
- Donatella Rettore – voce
- Claudio Rego – chitarra
- Natale Massara – tastiera
- Gigi Cappellotto – basso
- Tullio De Piscopo – batteria, percussioni
- Ernesto Massimo Verardi – chitarra
- Oscar Rocchi – tastiera
- Sergio Farina – chitarra